# William Perry Hay
William Perry Hay (Eureka, 8 dicembre 1872 – 1947) è stato un naturalista carcinologo statunitense.
Conosciuto soprattutto per i suoi studi sui gamberi di fiume, era figlio di Oliver Perry Hay .